# Slănic

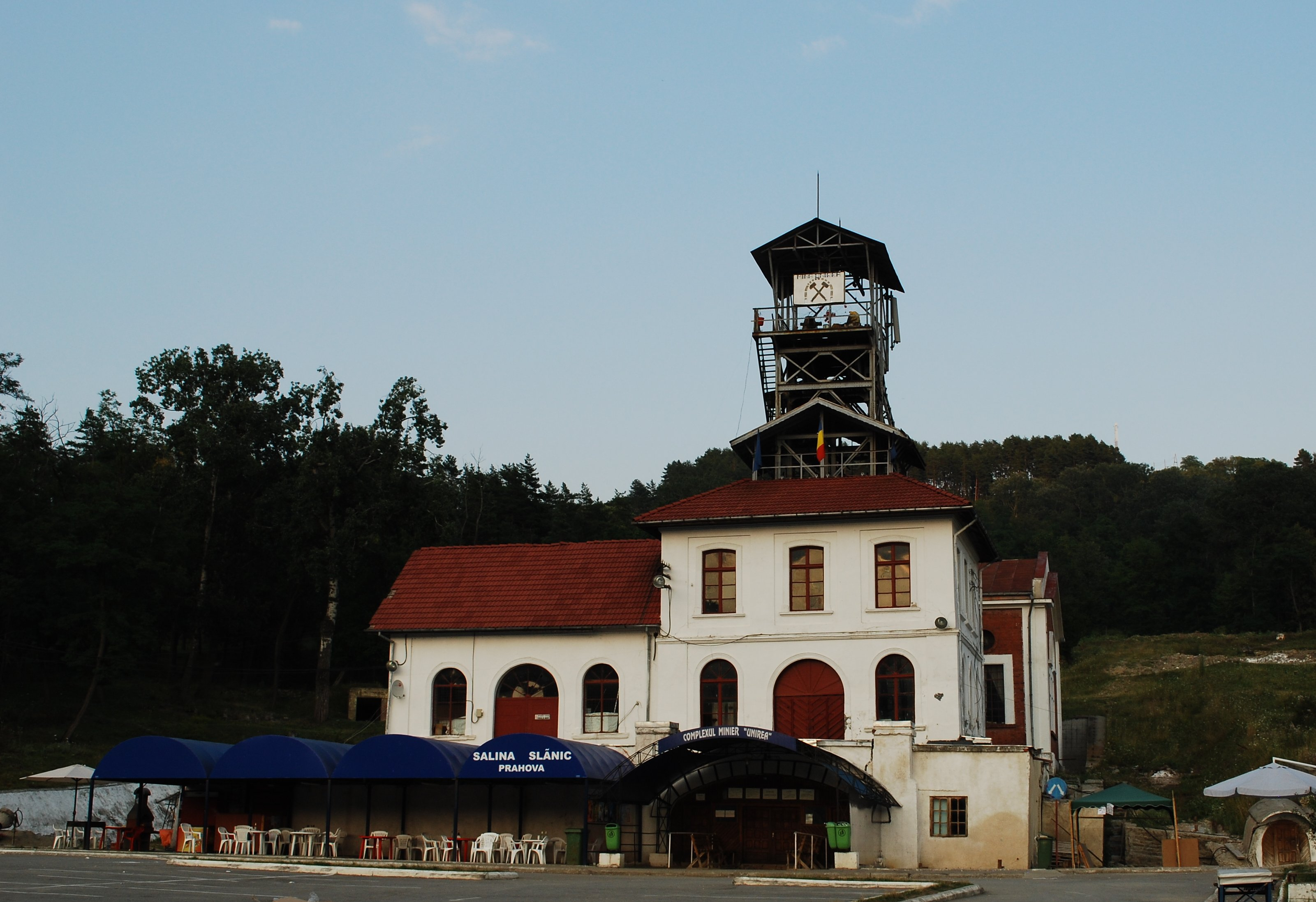
Entrada da mina de sal Unirea em Slănic, Romênia

Slănic é uma cidade da Romênia com 7.249 habitantes, localizada no judeţ (distrito) de Prahova.